# Poecilomyia longicornis
Poecilomyia longicornis är en tvåvingeart som beskrevs av Friedrich Georg Hendel 1911. Poecilomyia longicornis ingår i släktet Poecilomyia och familjen Richardiidae. Inga underarter finns listade i Catalogue of Life.